# بخش مرکزی شهرستان کوثر
بخش مرکزی شهرستان کوثر یکی از بخش‌های تابعه شهرستان کوثر در استان استان اردبیل ایران است.

## تقسیمات کشوری
- بخش مرکزی شهرستان کوثر
  - دهستان سنجید شمالی
  - دهستان سنجیدغربی

شهرها: گیوی

## جمعیت
بنابر سرشماری مرکز آمار ایران در سال ۱۳۹۰، جمعیت بخش مرکزی شهرستان کوثر در این سال برابر با ۲۰٬۰۱۳ نفر (۵٬۳۱۹ خانوار) بوده است.